# Söderåkra
Söderåkra est une localité de Suède dans la commune de Torsås située dans le comté de Kalmar.
Sa population était de 953 habitants en 2019.